# Призрак в Монте-Карло (фильм)
«Призрак в Монте-Карло» (англ. A Ghost In Monte Carlo) — телефильм по одноимённому роману Барбары Картленд.

## Сюжет
Престарелая куртизанка мадам Блюит отправляется со своей осиротевшей племянницей Мистраль в Монте-Карло. Таинственную графиню Секрет и её прелестную племянницу мадемуазель Фантом сразу же начинают преследовать богатые и именитые поклонники: почти помолвленный с леди Вайолет лорд Роберт, юный русский князь Николай и раджа, желающий завладеть необычным ожерельем из чёрного жемчуга и его хозяйкой в придачу. Раджа узнаёт настоящее имя и род занятий графини Секрет и шантажирует её. Когда графиня отказывается отдать ему Мистраль, он похищает её, но девушка сбегает из замка с помощью Николая. Лорд Роберт разрывает отношения с леди Вайолет и делает предложение влюбленной в него Мистраль, но узнав от раджи секрет графини отказывается от своего слова. Тем временем князь Николай, дабы уберечь девушку от слухов и толков, предлагает ей стать его невестой и уехать из Монте-Карло в его замок, познакомиться с отцом, Великим князем Иваном. Встретив Мистраль, князь видит в ней знакомые черты и признает свою дочь от сестры мадам Блюит, которая была его законной женой, но сбежала, оставив письмо в котором обещала никому не говорить о том, что они поженились. Все счастливы, но раджа строит планы мести. Он похитил Роберта, чтобы никто не мог соединить их с Мистраль, и подослал убийцу к юной княжне. Лорду удаётся бежать, по дороге убив раджу(конечно же, в честном поединке на саблях) и спасти любимую от злодея, сбросив того под поезд.

## В ролях
- Сара Майлз — Эмили / мадам Блюит
- Оливер Рид — раджа
- Кристофер Пламмер — великий князь Иван
- Саманта Эггар — Жанна
- Фиона Фуллертон — леди Вайолет
- Лизетт Энтони — Мистраль
- Маркус Гилберт — Лорд Роберт
- Джоанна Ламли — леди Дрейтон